# Bahiga Hafez
Bahiga Hafez (en arabe : بهيجة حافظ ; née en 1908 et morte en 1983) est une actrice, une scénariste, une compositrice, et une réalisatrice égyptienne. Un de ses films est victime de la censure en 1938.

## Biographie
Bahiga Hafez est née le 4 août 1908. Elle grandit à Alexandrie dans une famille aristocratique,, ayant des liens avec la monarchie,. Elle étudie la musique au Caire,. Elle s'est mariée, encore adolescente, à un prince iranien. Ce mariage prématuré, dure peu de temps. Elle gagne ensuite Paris où elle prolonge ses études musicales en composition musicale et en piano, au conservatoire,. Elle parle l'arabe, le français, l'anglais et d'autres langues .
Après son retour en Égypte, elle vit au Caire, où elle enseigne la musique et anime des salons littéraires.
Elle devient ensuite l'une des femmes pionnières du cinéma égyptien, irritant sa famille par ce choix, le cinéma étant encore considéré comme une activité peu honorable, surtout pour quelqu'un de son statut social,. Elle commence cette carrière cinématographique dans le cinéma en tant qu'actrice, en vedette dans le film muet Zeinab (1930), dirigé par Mohamed Karim pour qui elle compose également la partition,. Ces débuts sont le résultat d'une rencontre. Mohamed Karim cherchait un visage féminin particulier pour le rôle-titre, et, lors d'une fête, lui offre le rôle. Le film  est un succès. Ce projet fait naître son intérêt pour le cinéma. 
Elle fonde la société de production Fanar Films en 1932. Avec Fanar Films, elle co-réalise en 1932 le film al-Dahaya, ["Victimes"], dans lequel elle joue aussi le principal rôle féminin. Elle est également la créatrice des costumes, et la compositrice du film. C'est initialement un film muet, mais elle refait le film  3 ans plus tard en cinéma parlant.
Le premier film qu'elle réalise est Laila bint al-sahara [Laila, la fille du désert],1937 (titre alternatif: Laila bint al-Badawiyya). Elle y intervient comme réalisatrice, productrice (avec Fanar Films), co-scénariste, compositrice et actrice principale. Le film est présenté en avant-première au Festival du Film de Venise en 1938, mais sa diffusion en Égypte l’année suivante est interdite en raison du ton critique vis-à-vis de la monarchie perse, sa sortie coïncidant avec le mariage du Shah de Perse et de la Princesse Fawzia d'Egypte, marquant un rapprochement politique entre les deux pays,,,. L'impact financier est dur pour la productrice. Le film ressort en 1944 avec un nouveau titre, Layla al-Badawiyya [Layla la bédouine], et quelques coupures.
En 1966, après une longue période d'absence des écrans, elle est sollicitée par Salah Abou Seif pour interpréter l'une des Princesses dans son film el Qâhirah talâtîn en 1966. C'est son retour au cinéma, mais aussi sa dernière apparition.
Malheureusement, une grande partie de son travail en tant que réalisatrice, se perd et seule la mention de son travail reste. Une copie de son film al-Dahaya est découverte en 1995.

## Filmographie
| Année | Titre                | Titre en français         | Crédit                                                          | Notes                                     |
| ----- | -------------------- | ------------------------- | --------------------------------------------------------------- | ----------------------------------------- |
| 1930  | Zeinab               | Actrice, compositrice     | Hafez premier rôle d'actrice                                    |                                           |
| 1932  | al-Dahaya            | Les Victimes              | Actrice, co-directrice, conceptrice des costumes, productrice   | Film muet - dirigé par Ibrahim Lama       |
| 1934  | el Ittihâm           | L'Accusation              | Actrice, productrice                                            | Réalisé par Mario Volpi                   |
| 1935  | al-Dahaya            | Les Victimes              | Actrice, metteuse en scène, réalisatrice                        | Remake du film de 1932 en cinéma parlant  |
| 1937  | Laila bint al-sahara | Layla, la Fille du Désert | Actrice, compositrice, co-scénariste, réalisatrice, productrice | Titres possibles: Laila bint al-Badawiyya |
| 1944  | Layla al-Badawiyya   | Layla la bédouine         | Actrice, compositrice, co-scénariste, réalisatrice, productrice | Re-sortie du film original                |
| 1947  | Zahra                |                           | Actrice productrice                                             | Titre alternatif: Zohra                   |
| 1966  | el Qâhirah talâtîn   | Le Caire 30               | Actrice                                                         | Dirigé par Salah Abou Seif                |